# Dragutin Dimitrijević
Dragutin Dimitrijević (vzdevek Apis), srbski častnik, * 17. avgust 1876, Beograd, Srbija, † 27. junij 1917, Solun, Grčija.

## Življenje
Generalštabni polkovnik Dimitrijević je bil član tajnega društva Ujedinjenje ili smrt in glavni organizator »majskega prevrata«, ki se je končal z atentatom na srbskega kralja Aleksandra Obrenovića. Črno roko je motila prevelika proavstrijska Obrenovićeva drža. V tem prevratu je bil Apis težko ranjen, a si je opomogel in pričel opravljati pomembne državne funkcije.
Nato je sodeloval v operacijah srbske vojske na balkanskem bojišču v prvi svetovni vojni. Udeležil se je tudi težkega umika srbske vojske preko Albanije na otok Krf.

## Solunski proces
V začetku junija 1917 so ga še z nekaterimi častniki na t. i. solunskem procesu spoznali za krivega načrtovanja atentata na regenta Aleksandra Karađorđevića. Septembra 1916 je v Solunu nekdo streljal na avtomobil, v katerem se je peljal kralj, a ga ni ranil. Smrtno kazen s streljanjem so izvedli v Solunu mesec kasneje.

### Revizija procesa
Leta 1953 so na ponovnem sojenju ugotovili, da je bil na osnovi zbranih podatkov Apis politično likvidiran, saj bi bil po končani prvi svetovni vojni kot bivši obveščevalec eden redkih in zelo vplivnih mož, ki je poznal ozadja mnogih afer in spletk, in tako moteč za marsikoga, predvsem za kralja Aleksandra. Tako so njegovi nasprotniki vojne razmere izkoristili za likvidacijo.